# Aleksander Załucki
Aleksander Załucki (ur. 25 lipca 1998) – polski koszykarz, występujący na pozycji rzucającego obrońcy, aktualnie zawodnik Arged BM Slam Stali Ostrów Wielkopolski.
7 stycznia 2020 opuścił klub Polpharmy Starogard Gdański i dołączył do I-ligowego Weegree AZS-u Politechniki Opolskiej. 2 lipca 2020 został zawodnikiem Energa Kotwicy Kołobrzeg. 12 listopada 2020 zawarł umowę z Decką Pelplin.
9 sierpnia 2021 dołączył do Arged BM Slam Stali Ostrów Wielkopolski.
20 lipca 2024 podpisał kontrakt z MKS Dąbrowa Górnicza.

## Osiągnięcia
Stan na 18 lutego 2024, na podstawie, o ile nie zaznaczono inaczej.

### Drużynowe
Seniorskie
- Brązowy medalista mistrzostw Polski (2023)[8]
- Zdobywca Superpucharu Polski (2022)[9]
- Finalista:
  - Pucharu Polski (2024)[10]
  - Superpucharu Polski (2021)[11]
- Mistrz I ligi (2022)[12]
- Uczestnik Pucharu Polski (2018, 2019, 2024)
- Awans do I ligi z Politechniką Gdańską (2019)

Młodzieżowe
- Brązowy medalista mistrzostw Polski juniorów (2016)
- Uczestnik mistrzostw Polski:
  - juniorów starszych (2014–2018)
  - kadetów (2014)